# Samytha
Samytha is een geslacht van borstelwormen uit de familie Ampharetidae.
Anders Johan Malmgren publiceerde de naam van dit geslacht in 1866 voor het eerst. De eerste soort die hij in dit geslacht onderbracht was Samytha sexcirrata, een soort die door Michael Sars oorspronkelijk Sabellides sexcirrata was genoemd, en die gevonden was voor de kust van Noorwegen bij Bergen.

## Soorten
De volgende soorten zijn bij het geslacht ingedeeld:
- Samytha annenkovae Reuscher, Fiege & Imajima, 2015
- Samytha californiensis Hartman, 1969
- Samytha gurjanovae Uschakov, 1950
- Samytha hesslei Caullery, 1944
- Samytha heterobranchia Caullery, 1944
- Samytha oculata Grube, 1878
- Samytha sexcirrata (M. Sars, 1856)
- Samytha speculatrix Ehlers, 1913
- Samytha storchi Reuscher & Wehe in Wehe, 2009

### Synoniemen
- Samytha bioculata Moore, 1906 => Amphisamytha bioculata (Moore, 1906)
- Samytha pallescens Théel, 1879 => Glyphanostomum pallescens (Théel, 1879)